# Phyllostachydius scops
Phyllostachydius scops är en insektsart som först beskrevs av Hermann Burmeister 1838.  Phyllostachydius scops ingår i släktet Phyllostachydius och familjen vårtbitare. Inga underarter finns listade i Catalogue of Life.